# ブルメナウ
ブルメナウ（Blumenau）はブラジル南部のサンタカタリーナ州にある都市。人口は36万1855人（2020年）。

## 概要
1850年9月2日に、ドイツ人移民のヘルマン・ブルーノ・オットー・ブルーメナウ博士と17人のドイツ人移民により設立された。
設立以来現在に至るまでドイツ系移民の子孫が多く暮らしており、さらに、第二次世界大戦前から多くのドイツ人が移民している上、ドイツの敗戦後も多くの元ドイツ国防軍やナチス党の戦犯容疑者を中心にしたドイツ人が、亡命もしくは移民した。このために、第二次世界大戦後にはアルゼンチンのサン・カルロス・デ・バリローチェとともに、元ナチス党指導層のマルティン・ボルマンの逃亡先だと噂されたこともある。現在も人口の90%以上をゲルマン系を中心とした白人が占める。帰国したドイツ人もいた。
比較的湿度、湿気が低い上、ドイツ風の街並みが特徴であることもあり避暑地、観光地としてブラジル国内やアルゼンチンなどの近隣諸国から多くの観光客が訪れる。なお、ドイツ移民が製造したワインやビール、ドイツ料理やチョコレートが名物である。

## 見どころ
- オクトーバーフェスト（ドイツ本国同様に毎年10月に行われる）

## スポーツ
サッカークラブのCAメトロポリターノが本市を拠点に活動している。

## 出身者
- ジャーン・カルロ・ウィッテ
- シャルレス・ルイス・レイター
- ナタン・アラン・デ・ソウザ
- パウロ・ロベルト・ゴンサガ
- エヴァンドロ・ゴエベル

## 姉妹都市
- カンピーナス、ブラジル
- ペトロポリス、ブラジル
- サン・カルロス・デ・バリローチェ、アルゼンチン
- オソルノ、チリ
- マカパ、ブラジル
- ポサーダス、アルゼンチン